# Forbes Україна
«Forbes Україна» — українська версія журналу Forbes. Видається з березня 2011 року. 
З серпня 2016 року по травень 2020 року не видавався (за виключенням одного номера у січні 2017 року). 
З червня 2020 року видається знову.

### Створення у 2011
Українська версія журналу «Forbes Україна» видається російською мовою з березня 2011 року. Видавцем журналу виступила UMH group. Про отримання ліцензії на видання заявив засновник UMH group Борис Ложкін 13 серпня 2010 року. Першим головним редактором став Володимир Федорін, до цього обіймав посаду заступника головного редактора російської версії Forbes.
Восени 2011 року запущений додаток Forbes Woman. У вересні 2012 почав працювати сайт forbes.ua, ще за рік запускається IPad-версія видання.
За заявою Мігеля Форбса, що відповідає за глобальний розвиток бренду Forbes, український Forbes — у першій п'ятірці за показниками. Інші країни, де Forbes найбільш успішний — Росія, Китай, Індія і Польща.
29 січня 2014 року було запущено україномовну версію сайту forbes.ua. Журнал надалі випускається лише російською мовою, але всі нові статті доступні на сайті українською мовою. 8 березня 2014 року повідомлялося, що американський Forbes відкликає ліцензію на випуск української версії журналу у компанії UMH Group. Це сталося після того, як видавничий дім покинув віце-президент компанії Мігель Форбс. Саме він опікувався виділенням ліцензії підручному родини Януковича — Сергію Курченку. Щоправда, у самому видавництві запевняють: звільнення Форбса відбулося ще у грудні 2013-го, тож не має стосунку до ситуації в Україні.

### Скандали у 2013—2015
У червні 2013 року було оголошено, що група компаній «СЄПЕК» Сергія Курченка купила UMH group і об'єднала її в Український медіа холдинг. У червні 2013 головний редактор Володимир Федорін заявив про те, що покидає видання у зв'язку зі зміною власника компанії. Володимир Федорін вважає продаж «Forbes Україна» закінченням проекту і впевнений, що покупець переслідує одну з трьох поставлених цілей: зробити так, щоб журналісти мовчали перед виборами Президента, виправити і покращити свою репутацію, використовувати видання для вирішення питань, які не мають нічого спільного з медіа-бізнесом. Керувати UMH Group буде спеціально створений підрозділ СЄПЕК — компанія «СЄПЕК-Медія».
Із липня 2013 року головним редактором є Михайло Котов, який до цього очолював редакцію «Газета.Ru».
13 листопада 2013 року 14 журналістів українського Forbes написали заяви про звільнення у зв'язку зі «спробами змінити політику редакції». Колективну заяву співробітників опублікувала на своїй сторінці у Facebook шеф-редактор «Телекритики» Наталія Лігачова. Першими у списку стоять прізвища шеф-редактора Forbes Бориса Давиденка і головного редактора сайту Forbes.ua Олександра Рубана. У коментарях «Українській правді» Рубан повідомив, що головний редактор проекту «Forbes Україна» Михайло Котов «без пояснення причин» відхилив раніше прийняту заявку теми про радників першого віце-прем'єра Сергія Арбузова. «Це не останнє звільнення в українському виданні Forbes», — написав на своїй сторінці Facebook колишній головний редактор сайту видання Леонід Бершидський.
У березні 2014 р. портал «BuzzFeed» опублікував інформацію про те, що американський видавничий дім «Forbes» відкликає у компанії «UMH Group» ліцензію на випуск української версії журналу Forbes. Новина з'явилася після того, як сім'ю «Форбс» залишив Мігель Форбс, колишній медіарадник Курченка. Весь цей час редакція видання перебувала в підвішеному стані, але колективу журналу і сайту оголосили, що ліцензія все ж залишається у Сергія Курченка.
А вже в вересні 2014 р. головою наглядової ради UMH group призначили депутата «Партії регіонів» Олену Бондаренко.
7 серпня 2015 р. новинний сайт української версії журналу «Forbes» раптово змінив свою адресу з forbes.ua на forbes.net.ua, що свідчило про проблеми з торговельною маркою. А 8 серпня 2015 р. був опублікований коментар представника Forbes, в якому стверджується, що згідно з розпорядженням американського уряду, Forbes на 6 серпня 2015 року зробив усі дії, щоб відмовити «Forbes Україна у доступі до контенту і бренду. У зв'язку з цим, Forbes більше не надає UMH Group авторизований доступ до бренду Forbes для сайту UMH або доступ до домену forbes.ua».

### Закриття у 2016—2017
У травні 2016 року в українських ЗМІ з'явилася інформація, що Forbes Україна закривається. Останній друкований номер журналу у 2016 році вийшов у липні того року.
На початку 2017 здавалося, що журнал відновився — у січні з'явився новий друкований номер журналу після перерви у 5 місяців. Але січневий номер журналу виявився останнім, і, починаючи з 9 лютого 2017 року, сайт українського Forbes перестав оновлюватися, а українські ЗМІ повідомили про припинення фінансування видання та фактичне закриття журналу. Через місяць, у березні 2017, стало відомо що з журналу звільнилися головний редактор та більша частина журналістів.
Станом на грудень 2018 року офіційний сайт forbes.ua закритий, а forbes.net.ua останній раз оновлювався 28 лютого 2017.

### Повернення у 2020
30 березня видання Forbes оголосило про повернення в Україну. На посаду головного редактора повернувся Володимир Федорин.
Видавцем журналу є ТОВ «УЯВИ!» Артура Гранца та Володимира Федорина. Повідомляється, що журнал виходитиме 10 разів на рік українською та російською мовами, буде політично незалежним і відповідатиме найвищим професійним, редакційним та етичним стандартам, встановленим Forbes.
Перший друкований номер після перезапуску (за червень) надійшов у продаж 29 травня 2020 року.
З 2022 року головним редактором є Борис Давиденко, Володимир Федорін залишається на посаді редактора-засновника. З початку повномасштабної війни друкований журнал виходить українською мовою щодвамісяці; також Forbes працює як онлайн-видання українською та російською мовами.